# اعتصاب (فیلم ۱۹۹۵)
اعتصاب (به هندی: Andolan) فیلمی محصول سال ۱۹۹۵ و به کارگردانی عزیز سجاوال است. در این فیلم بازیگرانی همچون سانجی دات، گوویندا، مامتا کولکارنی، سومی علی ایفای نقش کرده‌اند.